# Generali Open Kitzbühel 2020
Generali Open Kitzbühel 2020 byl profesionální tenisový turnaj pořádaný jako součást mužského okruhu ATP Tour, který se hrál na otevřených antukových dvorcích Tennis Stadium Kitzbühel. Probíhal mezi 6. až 13. zářím 2020 v rakouském alpském letovisku Kitzbühel jako sedmdesátý šestý ročník turnaje.
Turnaj se sníženým rozpočtem 400 335 eur se řadil do kategorie ATP Tour 250. Nejvýše nasazeným hráčem ve dvouhře se stal dvanáctý tenista světa Fabio Fognini z Itálie. Jako poslední přímý účastník do hlavní singlové soutěže nastoupil 67. hráč žebříčku Moldavan Radu Albot.
První turnajové vítězství na okruhu ATP Tour vybojoval 21letý Srb Miomir Kecmanović, jenž se posunul na nové kariérní maximum, 39. místo žebříčku ATP. Deblovou soutěž ovládl americko-chorvatský pár Austin Krajicek a Franko Škugor, jehož členové získali premiérovou společnou trofej.

## Rozdělení bodů a finančních odměn

### Rozdělení bodů
| Soutěž  | vítězové | finalisté | semifinalisté | čtvrtfinalisté | 16 v kole | 32 v kole | Q  | Q2 | Q1 |
| ------- | -------- | --------- | ------------- | -------------- | --------- | --------- | -- | -- | -- |
| dvouhra | 250      | 150       | 90            | 45             | 20        | 0         | 12 | 6  | 0  |
| čtyřhra | 250      | 150       | 90            | 45             | 0         | —         | —  | —  | —  |

### Finanční odměny
| Soutěž                              | vítězové | finalisté | semifinalisté | čtvrtfinalisté | 16 v kole | 32 v kole | Q2      | Q1      |
| ----------------------------------- | -------- | --------- | ------------- | -------------- | --------- | --------- | ------- | ------- |
| dvouhra                             | 24 880 € | 19 795 €  | 13 195 €      | 9 240 €        | 7 425 €   | 5 415 €   | 2 645 € | 1 375 € |
| čtyřhra                             | 8 840 €  | 6 450 €   | 5 120 €       | 3 790 €        | 2 850 €   | —         | —       | —       |
| částka ve čtyřhře je uvedena na pár |          |           |               |                |           |           |         |         |

## Mužská dvouhra

### Nasazení
| Stát                          | Hráč                 | ATP | Nasazení |
| ----------------------------- | -------------------- | --- | -------- |
| Itálie                        | Fabio Fognini        | 12. | 1.       |
| Argentina                     | Diego Schwartzman    | 13. | 2.       |
| Srbsko                        | Dušan Lajović        | 24. | 3.       |
| Gruzie                        | Nikoloz Basilašvili  | 30. | 4.       |
| Polsko                        | Hubert Hurkacz       | 33. | 5.       |
| Japonsko                      | Kei Nišikori         | 34. | 6.       |
| Argentina                     | Guido Pella          | 36. | 7.       |
| Španělsko                     | Albert Ramos-Viñolas | 41. | 8.       |
| Žebříček ATP k 31. srpnu 2020 |                      |     |          |

### Jiné formy účasti
Následující hráči obdrželi divokou kartu do hlavní soutěže:
- Philipp Kohlschreiber
- Dennis Novak
- Sebastian Ofner
- Emil Ruusuvuori
- Jannik Sinner

Následující hráči postoupili z kvalifikace:
- Federico Delbonis
- Laslo Djere
- Yannick Hanfmann
- Pierre-Hugues Herbert
- Marc-Andrea Hüsler
- Maximilian Marterer

### Odhlášení
před zahájením turnaje
- Félix Auger-Aliassime → nahradil jej  Alexandr Bublik
- Roberto Bautista Agut → nahradil jej  Guido Pella
- Matteo Berrettini → nahradil jej  Miomir Kecmanović
- Pablo Carreño Busta → nahradil jej  Radu Albot
- Alex de Minaur → nahradil jej  Feliciano López
- Taylor Fritz → nahradil jej  João Sousa
- Cristian Garín → nahradil jej  Albert Ramos-Viñolas
- Andrej Rubljov → nahradil jej  Jošihito Nišioka
- Denis Shapovalov → nahradil jej  Jordan Thompson
- Dominic Thiem → nahradil jej  Juan Ignacio Londero
- Alexander Zverev → nahradil jej  John Millman

## Mužská čtyřhra

### Nasazení
| Stát                                                                     | Hráč              | Stát       | Hráč             | ATP | Nasazení |
| ------------------------------------------------------------------------ | ----------------- | ---------- | ---------------- | --- | -------- |
| Španělsko                                                                | Marcel Granollers | Argentina  | Horacio Zeballos | 19. | 1.       |
| Chorvatsko                                                               | Ivan Dodig        | Slovensko  | Filip Polášek    | 19. | 2.       |
| Rakousko                                                                 | Oliver Marach     | Rakousko   | Jürgen Melzer    | 57. | 3.       |
| USA                                                                      | Austin Krajicek   | Chorvatsko | Franko Škugor    | 72. | 4.       |
| Žebříček ATP k 31. srpnu 2020; číslo je součtem umístění obou členů páru |                   |            |                  |     |          |

### Jiné formy účasti
Následující páry obdržely divokou kartu do hlavní soutěže:
- Lucas Miedler /  Dennis Novak
- Sebastian Ofner /  Jurij Rodionov

## Přehled finále

### Mužská dvouhra
- Miomir Kecmanović vs.  Yannick Hanfmann, 6–4, 6–4

### Mužská čtyřhra
- Austin Krajicek /  Franko Škugor vs.  Marcel Granollers /  Horacio Zeballos, 7–6(7–5), 7–5